# تلمبة خانة بيدروبة (حسينية انديمشك)
تلمبة خانة بیدروبة (بالفارسية: تلمبه‌خانه بیدروبه) هي قرية تقع في إيران في قسم حسینیة الريفي. يقدر عدد سكانها بـ 99 نسمة .